# Виллер-Шмен-э-Мон-лез-Этрель
Вилле́р-Шмен-э-Мон-лез-Этре́ль (фр. Villers-Chemin-et-Mont-lès-Étrelles) — коммуна во Франции, находится в регионе Франш-Конте. Департамент — Верхняя Сона. Входит в состав кантона Жи. Округ коммуны — Везуль.
Код INSEE коммуны — 70366.

## География
Коммуна расположена приблизительно в 310 км к юго-востоку от Парижа, в 25 км северо-западнее Безансона, в 30 км к юго-западу от Везуля.
По территории коммуны протекает река Морт.

## История
Коммуна была образована в 1806 году путём объединения коммун Виллер-Шмен и Мон-лез-Этрель. До 1961 года коммуна носила название Мон-лез-Этрель-э-Виллер-Шмен.

## Население
Население коммуны на 2010 год составляло 127 человек.
| 1962 | 1968 | 1975 | 1982 | 1990 | 1999 | 2010 |
| ---- | ---- | ---- | ---- | ---- | ---- | ---- |
| 106  | 118  | 96   | 109  | 109  | 113  | 127  |

## Администрация
| Период | Период | Фамилия        | Партия                    | Примечания |
| ------ | ------ | -------------- | ------------------------- | ---------- |
| 1976   | 2001   | Марсель Шампон |                           |            |
| 2001   | 2014   | Брижит Клеман  | Союз за народное движение |            |

## Экономика

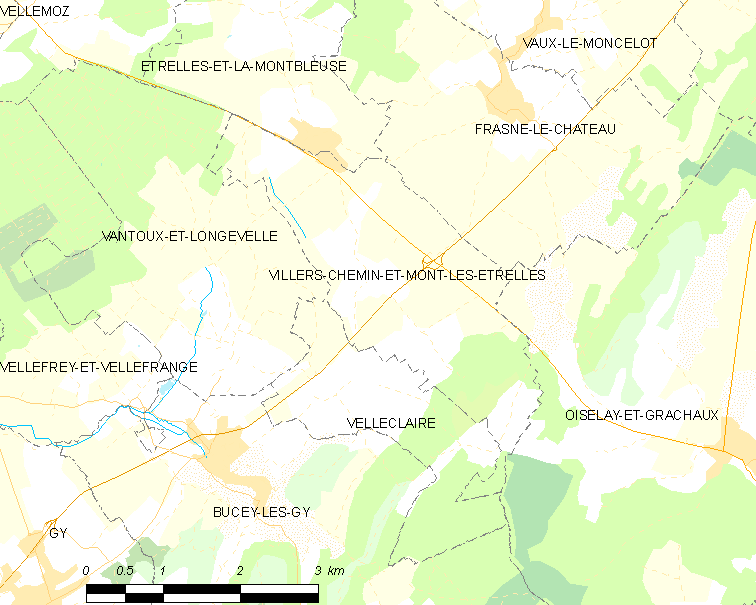
Карта коммуны

В 2010 году среди 81 человека трудоспособного возраста (15—64 лет) 67 были экономически активными, 14 — неактивными (показатель активности — 82,7 %, в 1999 году было 74,4 %). Из 67 активных жителей работали 58 человек (33 мужчины и 25 женщин), безработными было 9 (3 мужчин и 6 женщин). Среди 14 неактивных 5 человек были учениками или студентами, 8 — пенсионерами, 1 был неактивным по другим причинам.